# La farfalla e la vespa
La farfalla e la vespa (Papilio et vespa) è la trentesima favola dell'Appendice perottina inclusa nelle Fabulae di Fedro scritte nel I secolo.

## Trama
Una farfalla mentre volava vide una vespa e cominciò a lamentarsi della sorte iniqua poiché era stata un buon oratore in tempo di pace, valorosa in tempo di guerra e ragguardevole sotto ogni punto di vista. Ora invece è solamente cenere che svolazza, mentre la vespa che era stata una bestia da soma ora ferisce chi vuole con il suo pungiglione. La vespa le diede una risposta pungente: « guarda quello che siamo e non quello che eravamo ».
Morale della favola: non conta la fortuna passata ma quella presente.